# جيسوس رودريغيز (لاعب كرة قدم)
جيسوس رودريغيز (بالإسبانية: Jesús Rodríguez Tato) (12 يونيو 1983 في إسبانيا - ) هو لاعب كرة قدم إسباني في مركز الهجوم. شارك مع منتخب إسبانيا تحت 16 سنة لكرة القدم ومنتخب إسبانيا تحت 20 سنة لكرة القدم. أما مع النوادي، فقد لعب مع ريال سرقسطة وريال مورسيا ونادي ألباسيتي ونادي المغرب التطواني ونادي برشلونة ج ونادي برشلونة ونادي جيرونا ونادي خيريث ونادي سبتة ونادي كارتاخينا ونادي لاردة ونادي لاس بالماس وReal Murcia Imperial ‏.

## وصلات خارجية
- جيسوس رودريغيز على موقع قاعدة بيانات كرة القدم.إي يو (الإنجليزية)
- جيسوس رودريغيز على موقع Soccerway.com (الإنجليزية)
- جيسوس رودريغيز على موقع AS.com (الإسبانية)